# Александър Кот
Александър Константинович Кот (на руски: Алекса́ндр Константи́нович Котт) (роден на 22 февруари 1973 г., Москва, РСФСР, СССР) е руски филмов режисьор, сценарист и продуцент. Брат близнак на режисьора Владимир Кот.

## Творчески път
Роден на 22 февруари 1973 г. в Москва. Баща – Константин Самуилович Кот (1937 – 2001), майка – Бела Шепшелевна Рахлина (1937 – 1987). След като завършва Училището по естетическо възпитание към Театъра на улица Красная Пресня през 1990 г., работи като фотограф. Участва в няколко фотографски изложби в галерия „Пироговка“, музея „ГИТИС“ и Академията за култура.
През 1994 г. постъпва във ВГИК, режисьорската работилница на Владимир Хотиненко. И през есента на 1997 г. участва в майсторския клас на Анджей Вайда, който е успешно проведен в Краков.
През 1997 г. по поръчка на френската телевизия (канал ARTE) заснема еднокадърния филм Пътуване и късометражния филм Въже (1998).
С филма Фотограф участва в повече от тридесет международни филмови фестивала.
През 2000 г. завършва ВГИК.
Следващата работа след Фотограф е друг късометражен филм Плашило (2000), заснет с участието на филмовата компания STV.
След като завършва ВГИК, той режисира пълнометражния си дебютен филм Шофираха двама шофьори (2001). На фестивала Киношок в Анапа (Краснодарска територия) филмът е удостоен с наградата „За най-добър режисьор“. Филмът излиза през януари 2002 г.
Следващата голяма работа на режисьора е телевизионният сериал от 2004 г., базиран на романа Конвой PQ-17 на Валентин Пикул.
През 2006 г. режисира филмова адаптация на романа на Михаил Лермонтов Герой на нашето време.
През 2010 г. Кот режисира филмите Брестката крепост и Примамка.
Следващият проект на Александър Кот, който е показан по един от централните канали на руската телевизия, е филмът с осем епизода Ловци на диаманти.
През ноември 2012 г. беше пуснат сериалът от 16 епизода The Far Side of the Moon, адаптация на сериала на BBC Life on Mars.
На 12 декември 2012 г. Кот заснема видеоклип към песента на рок групата DDT Where We Fly от албума Иначе / PS  (с участието на Чулпан Хаматова).
През 2014 г. филмът на Александър Кот Тест получава главната награда на фестивала „Кинотавр“.
През 2015 г. става член на журито на 1-ви Московски фестивал на еврейския филм.
В края на декември 2022 г. излиза филмът Чук и Гек. Голямо приключение. Главните роли в семейното приключение изиграват Владимир Вдовиченков и Юлия Снигир.

## Избрана филмография
| Филми                 | Филми |
| Задлавие              | От    |
| --------------------- | ----- |
| Герой на нашето време | 2006  |
| Брестката крепост     | 2010  |
| Йолки 2               | 2011  |
| Йолки 3               | 2013  |
| Йолки 1914            | 2014  |
| Тест                  | 2014  |
| Прозрение             | 2015  |
| Йолки 5               | 2016  |
| Йолки 6               | 2017  |
| Троцки                | 2017  |
| Спитак                | 2018  |